# Дара Драгишич
Дара Драгишич е югославска партизанка и деец на НОВМ.

## Биография
Родена е през 1921 година в град Сараево. Завършва основното си и средно образование в Печ, днес в Унгария. Присъединява се към комунистическата съпротива в Югославия и до началото на 1943 година е нелегална. Тогава влиза в Шарпланинският народоосвободителен партизански отряд. В края на 1943 година влиза в ЮКП.
По-късно Шарпланинският отряд се влиза в първа македонско-косовска ударна бригада, а Драгишич е назначена за заместник-политически комисар на втори батальон. С бригадата участва в сражение във Вардарска Македония и Косово. Участва в битките при Кленоец, Кичево и Буковик. През юни 1944 е ранена сериозно в дясната ръка. Убита е на 22 септември 1944 година при Каляй Дода, Албания. На 9 октомври 1953 година е провъзгласена за народен герой на Югославия.